# Atle Antonsen
Atle Antonsen (født 11. august 1969 i Lillehammer), er en norsk komiker, skuespiller og partistifter.
Han har vundet NRKs Komiprisen 3 gange. Første gang var i 2004 som bedste stand-up-komiker. I 2007 og 2008 vandt han prisen for den bedste mandlige hovedrolle i kategorien "Revy og komedie".
Den 17. september 2000 stiftede han partiet Det Politiske Parti. Det var et projekt han startede sammen med komikeren og kollegaen Johan Golden. Efter at de fik de nødvendige 1000 underskrifter var de klar til Stortingsvalget i 2001. På opstillingslisten var en række kendte komikere. Ved valget fik de 1% af stemmerne på landsplan, hvilket ikke var nok for at blive valgt. Antonsen og Golden erklærede sig efterfølgende lettet over resultatet.
Antonsen har optrådt i en række Tv-programmer, i radioen og norske film. Bl.a. har han lagt stemme til Homer Simpson i den norske udgave af The Simpsons Movie.
I 2010 medvirkede han i Tv-julekalenderen, Den unge Fleksnes.

## Tv optrædener
- 1998: Åpen post (gæst)
- 1998-99: XLTV
- 2000: Mandagsklubben
- 2001: En L.U.N. aften med Golden og Antonsen (vist på Metropol TV)
- 2001: Nissene på låven
- 2003: Uti vår hage
- 2003: Komiprisen (vært)
- 2004: Team Antonsen
- 2004: Riksarkivet
- 2005: Tre brødre som ikke er brødre
- 2006: Etaten
- 2008: Uti vår hage 2
- 2010: Eurovision Song Contest 2010 (gæst)
- 2010: Påpp & Råkk
- 2010: Dag
- 2010: Den unge Fleksnes
- 2011: Nissene over skog og hei
- 2012: NAV

## Filmografi
- 2000: Get Ready to Be Boyzvoiced
- 2004: Svarte penger - hvite løgner
- 2004: De Utrolige (stemme)
- 2005: Tommys inferno
- 2005: Pitbull-Terje
- 2007: The Simpsons Movie (stemme)
- 2008: Kurt blir grusom (stemme)
- 2010: Dag (tv-Serie)
- 2011: Kong Curling
- 2013: Croods (stemme)
- 2014: Doktor Proktors prompepulver
- 2014: Jakten på Berlusconi
- 2015: Presten i paradiset
- 2016: Grand Hotel

## Diskografi
- Kommisjonen med Antonsen & Golden – Bableperler (2006), med Johan Golden

Singler
- Barnslig (2003), med Equicez, Philip Ruud & Thea

### DDR
- Über Alles (1998)
- Norwegische Superknüller (2001)
- Das War Das (2009)

Singler
- Best ohne Ball (1998)
- Ach, ach, ach! Es geht besser nun (1998)
- Hier wird es Leben, Rai-Rai! (1998)
- Zeichentrick Helden/Die Bergregeln (2001)

### XL
- XLCD (1999)

### Medvirkende på
- Equicez: State of Emergency (2003)
- Diverse: Get On the Bus (2003)
- DJ Fade & Paddywax: Oslo State of Mind 3 (2003)
- Diverse: McMusic 26 (2003)
- Diverse: +47 Hip Hop – en introduksjon (2003)
- Ompakara: Gangsterpolka (2008)
- Ole Dørje: Sidelengs (2008)
- Eric Ness: Blah Blah Blah (2012)
- Speakeasy: Wildfire (2013)
- Diverse: Latterkuler – Norske humorklassikere i 50 år (2013)
- Tor Finns: Navle (2014)
- Diverse: Prästen i paradiset – Original Motion Picture (2015)

## Andet
- 2009 – : Misjonen, radioprogram på P4
- 2004–2008: Kommisjonen, radioprogram på Kanal 24
- 2006-: Team Eckbo, sceneshow med Harald Eia, Bård Tufte Johansen og Espen Eckbo
- 2008-: Misjonen, radioprogram på P4
- 2015-2016: Papageno i Tryllefløyten på Den Norske Opera & Ballett

## Figurer
- Geir Trygve Jølsrud
- Tor Varhaug